# Haga gård, Vårby

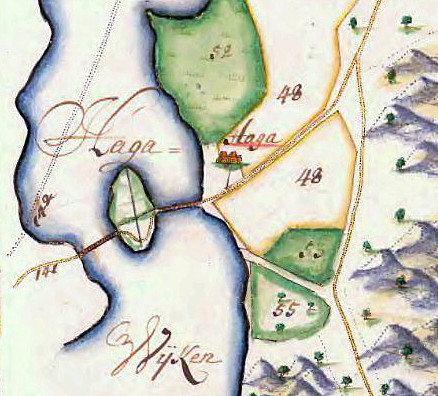
Haga gård på en karta från 1703.

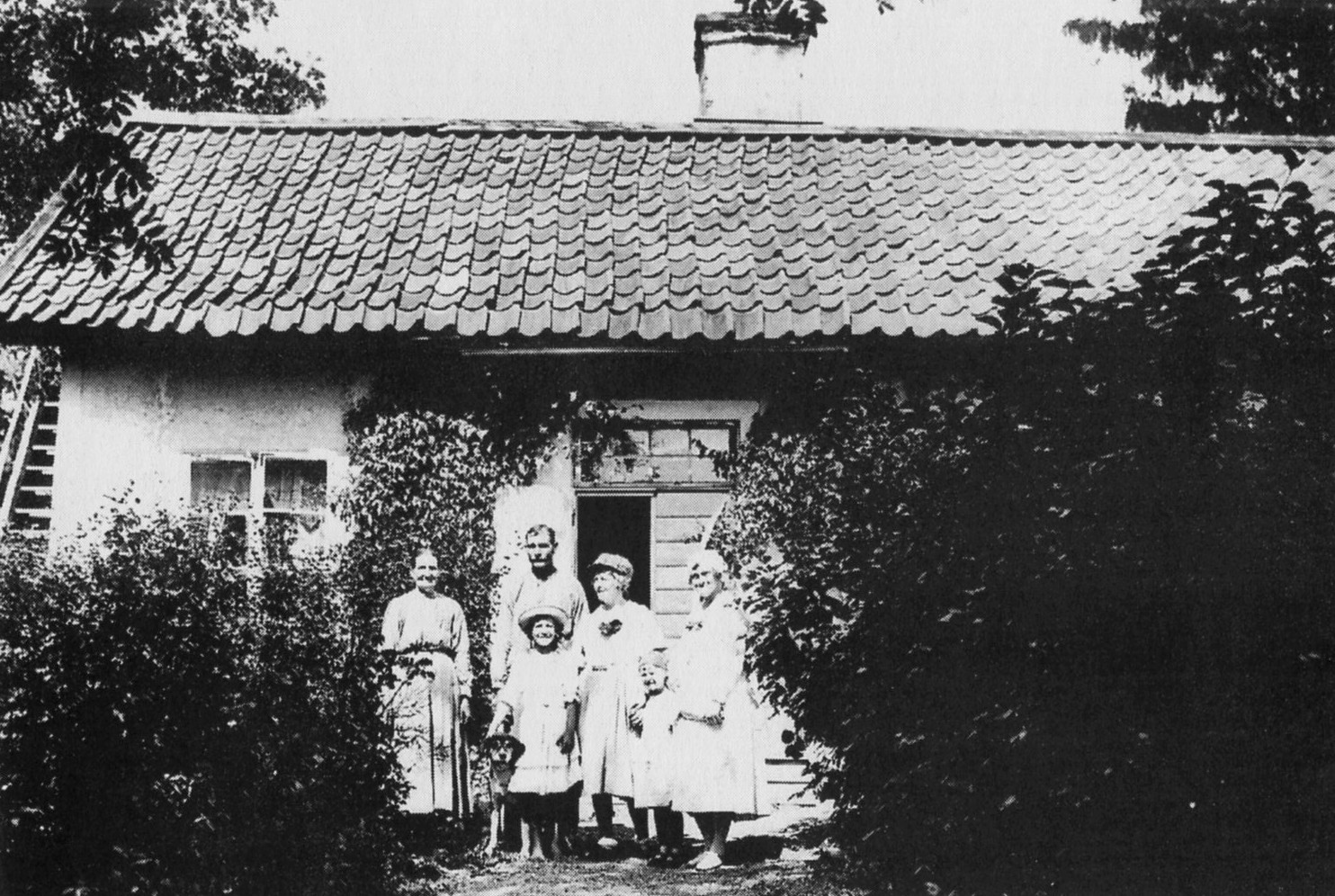
Hagatorpet 1920.

Haga gård var en utgård till säteriet Vårby gård i nuvarande  kommundelen Vårby, Huddinge kommun.  Haga gård låg strax söder om Södertäljevägen på platsen där Obs! Stormarknad öppnade sina portar 1963. Gården revs i början av 1900-talet. Det så kallade Hagatorpet som revs på 1960-talet låg på Hagaudd strax norr om Wårby Bryggerier och var av betydligt senare datum. Namnet kommer av hage, ”inhägnad mark”.

## Historik
År 1550 förlänade Gustav Vasa  godset Vårby till sin skrivare Clement Hansson (adlad Oliveblad). Då ingick även ”en lijten gård hartt [=nära] hoos Vårby liggiendis, som heter Haga”. Men Haga är äldre än så, det omnämns redan år 1331 i en förteckning på egendomar tillhörande Strängnäs domkyrka. Vid skrivare Clements död delades egendomen mellan hans båda söner Måns och Ivar. Måns (se även Månskär) bosatte sig på Haga gård medan Ivar fick Smista gård. I början av 1600-talet avled Ivar. Måns ärvde då Ivars del och gjorde Vårby gård till huvudgård.

## Haga gård
På ”Geometrisk Delineation öfwer Sätegården Wårby” från 1703 uppgavs hemmandet till ²/₃ mantal. I slutet av 1700-talet beboddes Haga av tjänstehjon.  De sista boende var änkan Brita Nylund (född 1803) med sina sex barn. Hon flyttade från Haga 1844. Hagas ägor lades 1850 till Vårby gård och omfattade då 2 ²/₃ mantal. Själva gården revs slutligen i början av 1900-talet. 

## Hagatorp
Hagatorp eller Haga Torp, återfinns i husförhörslängderna som torp under Vårby gård sedan 1881 och nämns då på samma uppslag som Haga gård. Den första torparfamiljen var Pehr Andersson ( född 1828) och hans hustru Maria Christina Jonsdotter (född 1824). Pehr Andersson nämns från 1886 som arrendator. På 1940-talet beskrivs Haga Torp ha en areal av 1,5 hektar  åkermark.  Då fanns på gården 1 häst, 2 kor, 1 ungdjur samt ett 20-tal höns. Hagatorp revs i samband med utbyggnaden av Södertäljevägen på 1960-talet och låg nära korsningen Vårby allé/Hamnvägen.